# 나도 몰래 어느새
"나도 몰래 어느새"(Before I Knew It)는 한국에서 제작된 서영수 감독의 1984년 영화이다. 송승환 등이 주연으로 출연하였고 김원두 등이 제작에 참여하였다.

## 출연

### 주연
- 송승환
- 신우철
- 양택조
- 정은숙

### 조연
- 김성자
- 박민희
- 민복기
- 석인수
- 최성주
- 한태일
- 주호성

## 기타
- 제작부장: 임철호
- 촬영부: 유용옥
- 촬영부: 박종래
- 촬영부: 박재문
- 조명: 김동호
- 조명부: 신학성
- 조명부: 이강산
- 조명부: 안창섭
- 조연출: 정한우
- 조연출: 박혜원
- 조연출: 김창유
- 조연출: 김희령
- 붐어시스턴트: 김성찬
- 미술: 김철석
- 찬조출연: 국제배우학원
- 현상: 세방현상소
- 효과: 이재희